# Izquierda comunista
La izquierda comunista está formada por los grupos que expresan un conjunto de puntos de vista económica y políticamente comunistas, pero que oponen ideas políticas a los bolcheviques desde una posición que afirma ser más auténticamente marxista y proletaria que las del marxismo-leninismo sostenidas por la Internacional Comunista después de sus dos primeros Congresos. 
Los defensores de la izquierda comunista han incluido a Herman Gorter, Anton Pannekoek, Otto Rühle, Karl Korsch, Karl Liebknecht, Rosa Luxemburgo, Amadeo Bordiga, Jacques Camatte y Paul Mattick pero no son los únicos. 
Prominentes grupos actuales dentro de la tradición de las izquierdas comunistas incluyen a la Corriente Comunista Internacional (CCI) y la Tendencia Comunista Internacional (TCI). También diferentes facciones del viejo bordiguista Partido Comunista Internacional son considerados organizaciones de la izquierda comunista.

## Introducción
Dos tradiciones importantes se pueden observar dentro de la izquierda comunista, la tradición germano-holandesa y la tradición italiana (aunque se pueden encontrar vestigios de la izquierda comunista en Inglaterra o México entre otros). Las posiciones políticas de ambas tienen en común una oposición compartida a lo que se llama frentepopulismo, nacionalismo, y todas las clases de movimientos de liberación nacional y parlamentarismo y tienen en esos campos una concordancia subyacente en un nivel de la teoría.
Los orígenes históricos de la izquierda comunista se pueden remontar al período inmediato a la Primera Guerra Mundial, pero llegó solamente a tomar cuerpo después de 1918. Todos los comunistas de izquierda apoyaron la Revolución de Octubre en Rusia, pero conservaron una visión crítica de su desarrollo. Algunos, sin embargo, en años posteriores llegaron a rechazar la idea que la revolución tenía una naturaleza proletaria o socialista, afirmando que había realizado simplemente las tareas de la revolución burguesa creando un sistema capitalista de Estado.
La izquierda comunista primero vino a ser un movimiento con cierta claridad alrededor 1918. Sus características esenciales eran: una tensión en la necesidad de construir un partido comunista enteramente aparte de los elementos del reformismo y del centrismo que fueron considerados como corrientes traidoras al socialismo en 1914, una tendencia a abandonar la participación en elecciones, y un énfasis en la necesidad de revolucionarios de moverse a la ofensiva. Aparte de eso había poco campo común entre las varias alas.
Solamente los italianos aceptaron la necesidad del trabajo electoral aunque por un período muy corto, por otra parte las alas germano-holandesa, italiana y rusa se opusieron al "derecho de las naciones a la autodeterminación", la cual denunciaban como una forma de nacionalismo burgués.

## Izquierda comunista germano-holandesa
Alguna de sus figuras más relevantes fueron los comunistas de consejo Anton Pannekoek y Paul Mattick.

## Izquierda comunista rusa
La izquierda comunista rusa comenzó como una fracción dentro del Partido Bolchevique en 1918, oponiéndose a la firma del Tratado de Brest-Litovsk con Alemania por el gobierno del Sovnarkom encabezado por Lenin. Los comunistas de izquierda deseaban extender la revolución proletaria internacional a través del mundo. El líder de esta facción, en un principio, fue Bujarin.
Esta fracción planteaba realizar una guerra revolucionaria contra las potencias centrales; se opusieron también al derecho de naciones a disponer de sí mismas (autodeterminación) específicamente en el caso de Polonia, puesto que había muchos polacos en este grupo comunista y no quisieron que un Estado polaco capitalista fuera establecido; y tomaron generalmente una postura un tanto voluntarista con respecto a las posibilidades de la revolución social en aquella época.
Comenzaron a publicar un periódico, Kommunist, que ofreció una crítica de la dirección que ofrecían los bolcheviques. Discutieron contra la sobreburocratización del Estado, y polemizaron más adelante que la nacionalización pudiera ser un paso más rápido para la paz que Lenin deseaba.
La izquierda comunista se perdió en aquel debate mientras que Lenin demostró ser una figura demasiado fuerte. También perdió a Bujarin como figura principal, puesto que él moderó su propia posición y llegó eventualmente a convenir con Lenin. Siendo derrotada en discusiones internas, se disolvió.
Algunos grupos comunistas de izquierda muy pequeños emergieron dentro de la RSFS de Rusia en los años próximos, pero cayeron más adelante víctima de la represión por el Estado. De alguna manera, posiciones de la Izquierda Comunista fueron heredadas por Oposición obrera, sin embargo se considera como principal grupo de la Izquierda Comunista rusa al Grupo Obrero del Partido Comunista Ruso cuya figura principal fue Gavriil Miasnikov.

## Izquierda comunista italiana hasta 1926
Los comunistas de izquierda italianos fueron llamados como tal más tarde en su desarrollo, pero cuando el Partido Comunista de Italia fue fundado fueron realmente la mayoría de comunistas en ese país. Este fue un resultado de la fracción comunista abstencionista del Partido Socialista Italiano (PSI) que aventajaban a otras secciones del PSI en la realización de un partido comunista separado formado sin la inclusión de reformistas. Esto les dio una gran ventaja sobre las otras secciones del PSI que tenían figuras tales como Serratti y Gramsci en su dirección. Fueron tal vez consecuencia del campo común revolucionario de la impaciencia en un momento en que se esperaba que la revolución, en el sentido de que una tentativa insurreccional en la toma del poder, se encontraba en muy cercano el futuro. 
Bajo la dirección de Amadeo Bordiga, la izquierda tuvo el control del PCd'I (Partido Comunista de Italia) hasta el congreso de Lyons de 1926. En este período, los militantes del PCd'I se encontrarían aislados de trabajadores reformistas y de otros militantes antifascistas. En una etapa este aislamiento fue profundizado cuando mandaron a los militantes comunistas dejar la defensa de las organizaciones que no fueron controladas totalmente por el partido. Esta táctica produjo preocupación en la dirección de la Internacional Comunista y entonces dirigió una oposición dentro del PCd'I. Estos dos factores condujeron eventualmente a la dislocación de Bordiga de su posición como primero secretario y a su reemplazo por Gramsci. 
Para entonces, Bordiga estaba en una cárcel fascista y estaría fuera de la política organizada hasta el 1952. El desarrollo de la fracción comunista izquierda estrictamente no fue el desarrollo de la corriente bordiguista (como se retrata a menudo).
El año 1925 fue un momento crucial para la izquierda italiana pues era el año que la “bolchevización” ocurrió en las secciones de la Internacional Comunista. Este plan fue diseñado para eliminar todas las desviaciones socialdemócratas de la Comintern y para desarrollarlas en la línea del bolchevismo o por lo menos en la línea de lo que Zinóviev, entonces secretario de la Internacional, consideraba como bolchevismo. En la práctica, esto significó el fortalecimientos de estructuras burocráticas de arriba hacia abajo en las cuales una dirección controlaba a los miembros aprobados por del comité ejecutivo internacional de Comintern. En Italia esto significó que la dirección que había estado antes en las manos de Bordiga fue traspasada a un cuerpo que era minoría cuyas figuras fueron Serrati-Maffi del PSI que se acababa de sumar al PCd'I, aunque el grupo de Bordiga estaba en una mayoría. La nueva dirección fue aceptada por Bordiga, quien, como buen centralista, aceptó la voluntad de la Internacional.
Sin embargo, Bordiga se enfrentó a la Internacional desde dentro, al elaborar un artículo que fue favorable a las posiciones de Trotski sobre las cuestiones rusas suprimidas. Mientras tanto, las secciones de la izquierda motivada por Onorato Damen formaron el Comité de Entente. Tal comité fue llamados a disolverse ahora por la nueva dirección entrante ahora conducida por Gramsci, quien habían ganado prestigio después de una campaña acertada de reclutamiento. Con el congreso del partido de 1926 celebrado en Lyons, coronado por las famosas tesis de Gramsci ahora derrotaron a la mayoría de izquierda y en curso a hacerse una minoría dentro del partido. Con la victoria del fascismo en Italia, Bordiga fue encarcelado y cuando él opuso un voto contra Trotski en el grupo de la prisión PCd'I, lo expulsaron del partido en 1930. Él tomó una postura de no involucramiento en la política por muchos años después de esto. La victoria del fascismo también significó que la izquierda italiana entraría en un nuevo capítulo en su desarrollo - esta vez en exilio.